# Zeacumantus subcarinatus
Zeacumantus subcarinatus is een slakkensoort uit de familie van de Batillariidae. De wetenschappelijke naam van de soort is voor het eerst geldig gepubliceerd in 1855 door G.B. Sowerby II.